# Gmina Horsham

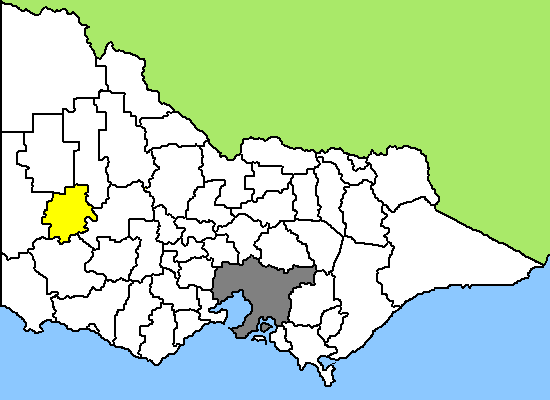
Gmina Horsham (na żółto) na mapie stanu Wiktoria

Gmina Horsham (ang. Rural City of Horsham) – obszar samorządu lokalnego (ang. local government area) położony w zachodniej części stanu Wiktoria. Gmina została utworzona w roku 1995 w wyniku połączenia następujących jednostek: City of Horsham oraz z części hrabstw Arapiles, Kowree i Wimmera.   
Powierzchnia gminy wynosi 4239 km² i liczy 20042 mieszkańców (2009).
Ośrodkiem administracyjnym jest miasto Horsham. Władzę ustawodawczą sprawuje siedmioosobowa rada.
W celu identyfikacji samorządu Australian Bureau of Statistics wprowadziło czterocyfrowy kod dla Gminy Horsham – 3190.